# Viorica Ursuleac
Viorica Ursuleac (ur. 26 marca 1894 w Czerniowcach, zm. 22 października 1985 w Ehrwaldzie) – rumuńska śpiewaczka operowa, sopran.

## Życiorys
Była córką prawosławnego archidiakona. Ukończyła studia wokalne w konserwatorium w Wiedniu. Na scenie operowej zadebiutowała w 1922 śpiewając arię Charlotty w Werterze Masseneta, w operze w Zagrzebiu. W kolejnych latach występowała na deskach wiedeńskiej Volksoper (1924–1926), Opery Frankfurckiej (1926–1930), Wiedeńskiej Opery Państwowej, Opery Berlińskiej (1935–1937) i Opery Monachijskiej (1937–1944). W 1934 występowała także w Covent Garden i w mediolańskiej La Scali.
Była ulubioną sopranistką Richarda Straussa, który nazywał ją die treueste aller Treuen (najwierniejsza z wiernych). Śpiewała w czterech prapremierach jego oper: Arabelli, Dniu Pokoju, Capriccio i w Miłości Danae.
Ostatni raz wystąpiła na scenie w 1953, śpiewając w Kawalerze srebrnej róży. Od 1964 prowadziła zajęcia ze studentami w Uniwersytecie Mozarteum w Salzburgu. Ostatnie lata życia spędziła we wsi Ehrwald w Tyrolu.
W życiu prywatnym była żoną dyrygenta Clemensa Kraussa.

## Dyskografia
- 1935: Strauss: Ariadne auf Naxos
- 1939: Strauss: Friedenstag
- 1942: Strauss: Arabella
- 1944: Strauss: Der Rosenkavalier
- 1944: Wagner: Der fliegende Holländer
- 1948: Wagner: Tristan und Isolde (jako Brangane)